# Hemilepistus zachvatkini
Hemilepistus zachvatkini är en kräftdjursart som beskrevs av Karl Wilhelm Verhoeff1930. Hemilepistus zachvatkini ingår i släktet Hemilepistus och familjen Trachelipodidae. Inga underarter finns listade i Catalogue of Life.